# سایه، مرد تغییرپذیر
سایه، مرد تغییرپذیر (به انگلیسی: Shade, the Changing Man)یک شخصیت خیالی قهرمان است که در کتب کامیک دی سی کامیکس وجود دارد؛ و برای اولین بار، در شمارهٔ ۱ مجلهٔ کمیک‌های سایه:مرد تغییر پذیر (Shade the Changing Man) در جوئن ۱۹۷۷ معرفی شد.